# Neopolycystis tridentata
Neopolycystis tridentata är en plattmaskart som beskrevs av Tor Karling 1955. Neopolycystis tridentata ingår i släktet Neopolycystis och familjen Polycystididae. Inga underarter finns listade i Catalogue of Life.